# Marie-Françoise d'Angoulême
Marie-Françoise de Valois-Angoulême (née le 27 mars 1631 et morte le 4 mai 1696  à Alençon) est une aristocrate française du XVIIe siècle, duchesse d'Angoulême, comtesse de Lauragais, de Ponthieu et d'Alais.

## Biographie
Née en mars 1631, fille de Louis-Emmanuel d'Angoulême (et donc arrière-petite fille du roi Charles IX) et d'Henriette de La Guiche, Marie-Françoise d'Angoulême épouse le 3 novembre 1649 à Toulon Louis de Guise-Joyeuse, duc de Joyeuse, avec qui elle eut deux enfants :
- Louis-Joseph de Guise (1650-1671) ;
- Catherine-Henriette de Guise (1651-1655).

À la mort de son père Louis-Emmanuel d'Angoulême, elle obtient par lettre du 19 juillet 1653 les titres de duchesse d'Angoulême et de comtesse de Ponthieu. Veuve le 27 septembre de la même année, elle commence alors à souffrir de troubles mentaux. Elle se retire à l'abbaye d'Essay, près d'Alençon, où elle meurt le 4 mai 1696 à l'âge de 65 ans et où elle est inhumée le 6 mai. Le duché d'Angoulême retourne alors définitivement dans le domaine royal.